# The Hessling Editor
 (novembre 2020).
Si vous disposez d'ouvrages ou d'articles de référence ou si vous connaissez des sites web de qualité traitant du thème abordé ici, merci de compléter l'article en donnant les références utiles à sa vérifiabilité et en les liant à la section « Notes et références ».

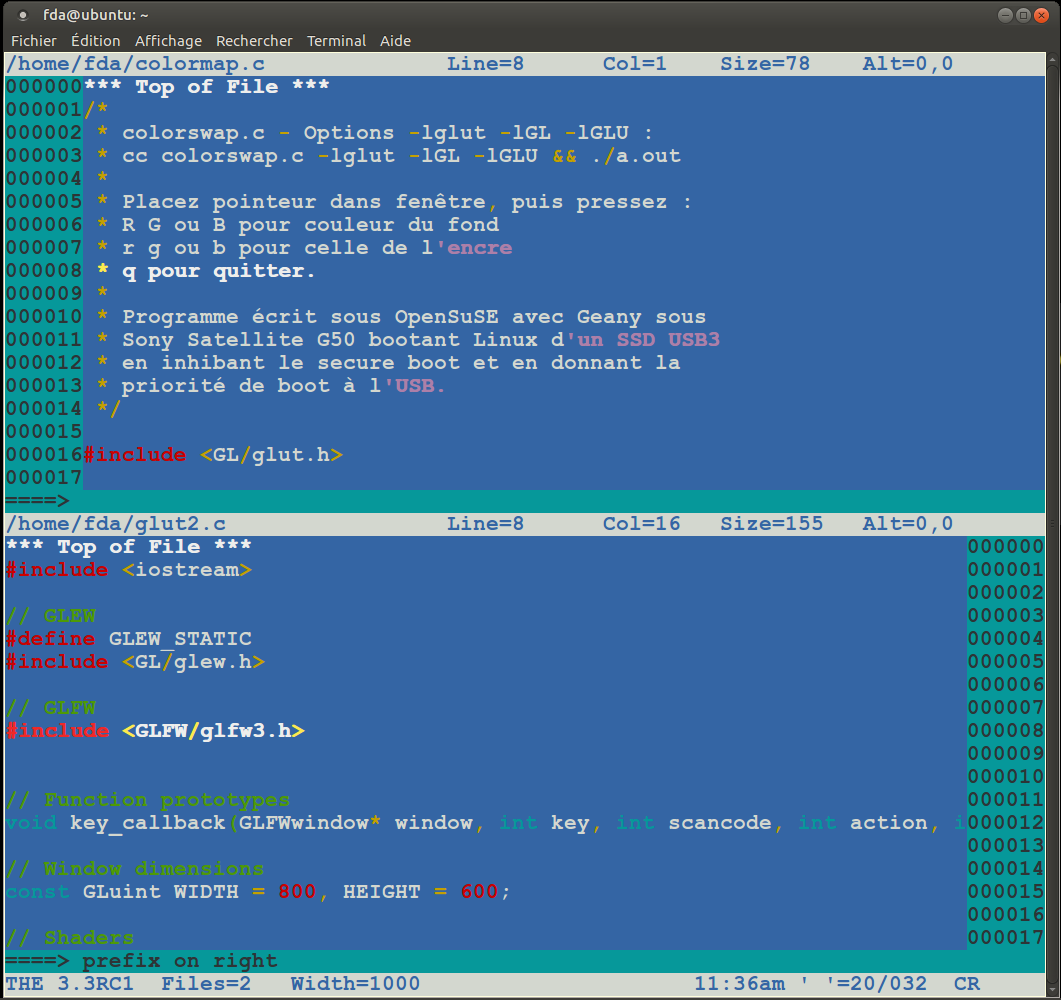
Exemple de fenêtrage de THE : deux sessions simultanées sont ouvertes ici sur le même terminal.

THE est un éditeur de texte en logiciel libre calqué sur le Xavier's Editor (XEDIT) de VM/CMS et programmable en REXX sur les systèmes ouverts, dont GNU/Linux.
L'une de ses commandes les plus puissantes est ALL qui permet de n'afficher que les lignes d'un fichier contenant une chaîne de caractères (ou satisfaisant une expression régulière) donnée, et de permettre sur ces lignes des modifications - soit sélectives, soit globales - dans ce mode.
Il est disponible pour les plateformes POSIX / Unix, QNX, OS/2, DOS, BeOS, Amiga, Windows 95/98/Me/NT/2000/XP.
Sa programmation en REXX, le rend très polyvalent : on peut créer sous forme de macros de puissantes extensions de l'éditeur et le configurer tout type de besoins particuliers (la puissance de filtrage par motif de REXX permet d'automatiser la plupart des opérations de façon éventuellement sensible au contexte). La colorisation syntaxique est bien entendu présente, depuis sa version 3.
L'éditeur étant plein écran (full screen) tout comme XEDIT, le sens de ce qui est frappé dépend de la zone où se trouve le curseur : ligne de commande (préfixée par ====>), zone préfixe ou postfixe de chaque ligne, ou position dans le corps du texte édité. Il comporte donc pour permettre la simulation du curseur dans les macros un Screen Operation Simulator, dont les commandes commencent par SOS et sont environ une quarantaine.
Son auteur Mark Hessling est également l'auteur de Regina-Rexx, portage open source sur Unix/Linux du langage de script structuré REXX des mainframes.